# Жјен
Жијан (фр. Gien) насеље је и општина у централној Француској у региону Центар (регион), у департману Лоаре која припада префектури Монтаржи.
По подацима из 1999. године у општини је живело 15 332 становника, а густина насељености је износила 225,9 становника/km². Општина се простире на површини од 67,86 km². Налази се на средњој надморској висини од 161 m метара (максималној 190 m, а минималној 117 m m).

## Демографија
| 1962. | 1968.  | 1975.  | 1982.  | 1990.  | 2011.  |
| ----- | ------ | ------ | ------ | ------ | ------ |
| 9.821 | 12.164 | 14.621 | 16.064 | 16.477 | 14.685 |

График промене броја становника у току последњих година